# Buffalo Springfield
Pour les articles homonymes, voir Buffalo.
Buffalo Springfield est un groupe américain de rock, originaire de Los Angeles, en Californie. Il est formé en 1966 et composé initialement de Neil Young, Stephen Stills, Richie Furay, Dewey Martin et Bruce Palmer.

## Historique
Stephen Stills est à l’origine de la formation du groupe et en est le leader. Vivant alors à Los Angeles, il demande en 1966 à Richie Furay de le rejoindre, puis à Neil Young qui fait une carrière de chanteur folk au Canada. La légende veut que Stills et Furay aient été bloqués dans un embouteillage à Los Angeles lorsqu’ils aperçoivent un corbillard immatriculé en Ontario : Neil Young s’en était servi pour passer la frontière en fraude. Young amène avec lui le bassiste Bruce Palmer, puis le batteur Dewey Martin vient compléter le groupe.
Leur premier disque sort en 1966. Toutes les compositions sont de Stills et Young. Une chanson de Stills, For What It's Worth, connaît un grand succès (classée 7e) et permet de lancer le groupe. Les chœurs dans cette chanson ont été arrangés par David Crosby, alors en partance des Byrds et 
avec lequel Stills projetait de monter un groupe. Son message pacifique a été utilisé dans de nombreux films et séries dont l'action se passe dans les années 1960 ou s'y réfère.
Bruce Palmer, renvoyé au Canada, est brièvement remplacé par Jim Fielder (ex-The Mothers of Invention, qui rejoint ensuite Blood, Sweat and Tears) et après leur deuxième disque, le bassiste Jim Messina rejoint le groupe.
Entre plusieurs arrestations pour possession de marijuana, ils réussissent à réaliser un troisième album, Last Time Around. Le groupe se sépare en 1968 à la suite de désaccords entre Stills et Young, chacun voulant diriger le groupe. Stephen forme alors le trio  Crosby, Stills & Nash avec David Crosby des Byrds et Graham Nash des Hollies en 1968, alors que Neil poursuit sa carrière solo. Il se joindra au groupe CSN qui deviendra alors Crosby, Stills, Nash & Young en 1969 après s'être réconcilié avec Stills. De leur côté, Furay et Messina fondent le groupe Poco. Puis en 1971, Jim Messina forme le duo Loggins & Messina avec le guitariste et chanteur Kenny Loggins.
Le groupe se reforme en 2011 pour une tournée sur la côte ouest des États-Unis. Neil Young, Stephen Stills et Richie Furay forment l'ossature du groupe et sont accompagnés par Joe Vitale à la batterie et Rick Rosas à la basse.

## Discographie
album studio
- 1966 : Buffalo Springfield (80e)
- 1967 : Buffalo Springfield Again (44e)
- 1968 : Last Time Around (42e)

compilations
- 1969 : Retrospective: The Best of Buffalo Springfield
- 1973 : Buffalo Springfield (Collection)
- 1973 : Buffalo Springfield - The Early Beginnings (réédition du premier album chez Atlantic, 5e)
- 2001 : Buffalo Springfield (coffret, 194e)
- Deux chansons de Buffalo Springfield sont incluses sur la bande originale du film de Neil Young Journey Through the Past (Reprise 1973)